# Zouheïra Salem
Pour les articles homonymes, voir Salem.
Zouheïra Salem ou Zouhaïra Salem, née à Béja et morte le 27 décembre 2020 à Tunis, est une chanteuse tunisienne.
Elle appartient à la même génération que Naâma, Oulaya et Safia Chamia et marque les années 1960 et 1970.
Sa chanson la plus célèbre est un hommage à sa ville natale, Baja bled el mandara wa sabba.
Elle meurt le 27 décembre 2020 à l'hôpital militaire de Tunis.